# São Luís de Montes Belos (kommun)
São Luís de Montes Belos är en kommun i Brasilien.   Den ligger i delstaten Goiás, i den centrala delen av landet, 270 km väster om huvudstaden Brasília. Antalet invånare är 30 050.
Följande samhällen finns i São Luís de Montes Belos:
- São Luís de Montes Belos

Runt São Luís de Montes Belos är det i huvudsak tätbebyggt. Runt São Luís de Montes Belos är det ganska glesbefolkat, med 38 invånare per kvadratkilometer.